# TIX
Andreas Haukeland, més conegut com a TIX (Bærum, 12 d'abril del 1993), és un cantant noruec.

## Biografia
Haukeland va néixer amb la síndrome de Tourette i en la seva infància, li van fer assetjament escolar pels seus tics. Més tard va decidir basar el seu nom d'artista en els tics. El 2016 va treure el seu primer àlbum, que va acabar al segon lloc de la llista d'èxits musicals noruega. Al principi del 2021 va participar en el Melodi Grand Prix, la preselecció noruega pel Festival de la Cançó d'Eurovisió, amb la cançó Fallen Angel. Va aconseguir guanyar el Melodi Grand Prix i representarà Noruega al Festival de la Cançó d'Eurovisió 2021, que se celebrarà a la ciutat neerlandesa de Rotterdam.